# Emily Tatlow
Emily Tatlow, född 29 april 1993, är en svensk musiker och sedan januari 2022 orkesterchef för Musica Vitae och verksamhetschef för Nygatan 6 i Växjö. Hon är sedan april 2024 vice VD för Musik i Syd.

## Biografi
Tatlow föddes som dotter till musikern Mark Tatlow (född 1955) och hans hustru Ruth Tatlow (född 1956). Hon genomgick Lilla Akademiens musikgymnasium 2008–2011 (huvudinstrument cello), fortsatte sedan sina studier vid University of Warwick 2011–2014 och avlade Bachelor of Arts (Hons) i historia.
Efter examen arbetade hon 2014–2017 vid Svensk Scenkonst, bland annat som projektkoordinator, innan hon gick vidare till en anställning 2018–2021 vid Konserthuset i Stockholm där hon bland annat arbetade som produktionsledare. I januari 2022 fick hon tjänsten som verksamhetschef (orkesterchef) vid Musik i Syd AB i Växjö.
Under 2022–2023 genomgick Tatlow Svensk Scenkonsts och fackförbundet Scen & Films ledarskapsprogram för scenkonsten.